# チェブラーシカ

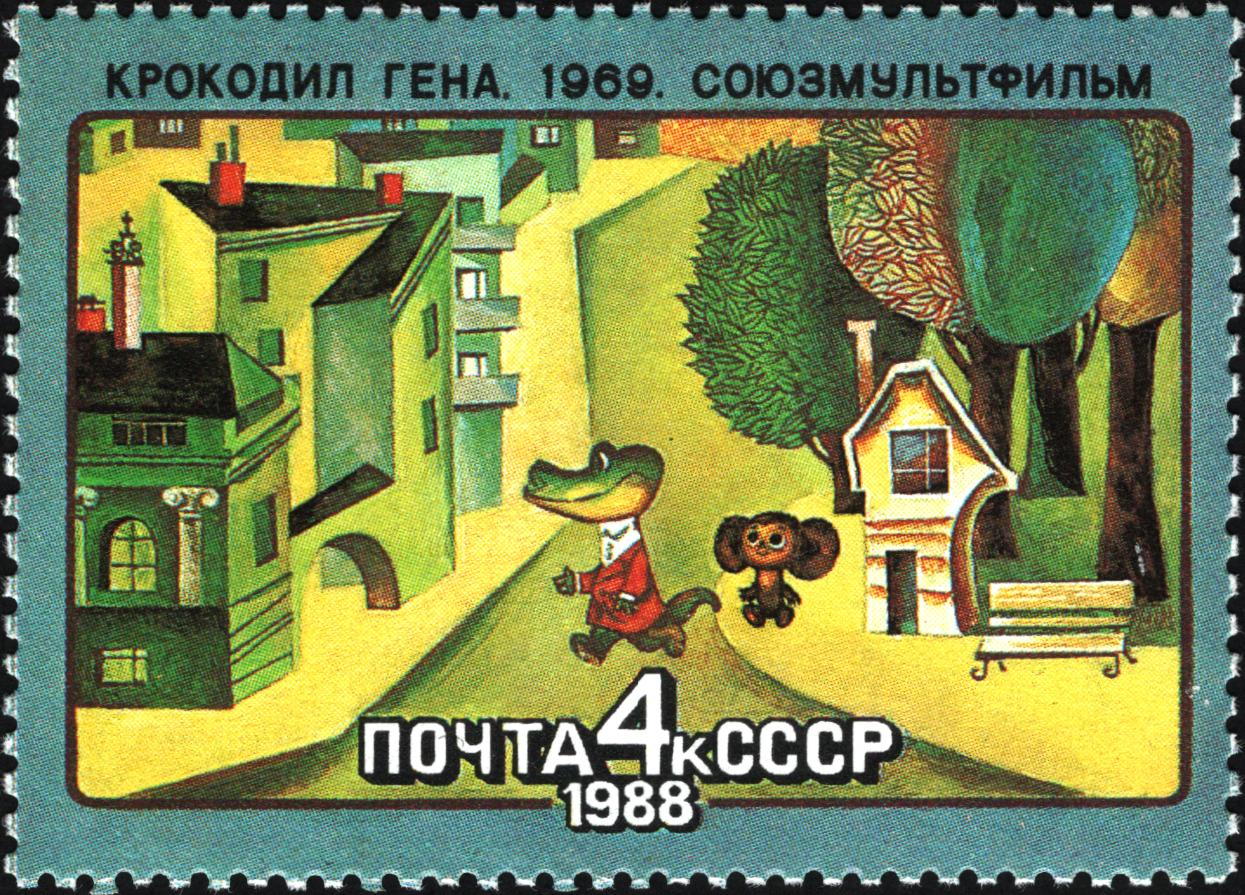
ソ連時代の切手

チェブラーシカ（ロシア語: Чебура́шка、Cheburashka）は、ロシアの児童文学家エドゥアルド・ウスペンスキーによるシリーズもの絵本『ワニのゲーナ』（Крокодил Гена）に登場するキャラクターである。そのシリーズの本来の主人公は、友人である「ワニのゲーナ」であったが、その人気からチェブラーシカが実質的な主人公となっている。ロシア語で「ばったり倒れ屋さん」という意味がある。
1966年に絵本作品として登場し、1969年からロマン・カチャーノフ監督により人形アニメで映画化され、日本にも紹介された。また、1970年代にスウェーデンで「ドルッテン」（Drutten）の名でオリジナル・シリーズが作られた。
2009年には、日本でテレビアニメ化。そして2010年には約6年近い歳月をかけた完全新作の人形アニメ映画が完成・日本公開された。（詳細は#2010年版人形アニメを参照）
2016年より、ロマン・カチャーノフによるソ連製作品の権利管理は、株式会社ジャンゴによって行われている。

## 登場人物
主な登場人物は「チェブラーシカ」、「わにのゲーナ」、「シャパクリャク」の2匹と1人である。声優はチェブラーシカ・プロジェクト製作の吹き替え版による。
チェブラーシカ（Чебурашка、Cheburashka）
声 - 大谷育江
主人公。南国産のオレンジの入った箱と一緒に詰められてやって来た、小熊と猿の中間のような外見の不思議な小動物で、「正体不明」という設定。これが、物語の重要な核である。チェブラーシカとは、「ばったり倒れ屋さん」という意味で、「ドスンと落ちる」等の意味を持つ古い俗語「チェブラハッツァ」（чебурахаться、cheburakhat'sya）から来ている。
彼は、アイデンティティを求めてさまよう。「友達の家」を作ったり、ピオネールに入隊しようとしたりする。天涯孤独であり、さみしがり屋である。体の大きさ・知能ともに人間の幼稚園児くらいに相当する。
絵本作品では全身が真っ黒なキャラクターであった。人形アニメになる際も、現在のキャラになるまで紆余曲折があった。
わにのゲーナ（Крокодил Гена、Krokodil Gena、クロコディル・ゲーナ）
声 - 斎藤志郎 / DVD版：江原正士
動物園で「ワニ」として働いている。毎日アパートから通勤して、閉園時間まで自ら檻に入るのである。正義感が強く、紳士的だが孤独なワニ。ガルモーシカ（ロシア式アコーディオン）と歌が得意。チェブラーシカと親友になる。
カチャーノフのアニメーションで操演などを担当したのは、当時まだカチャーノフの元で修行中であった若き日のユーリ・ノルシュテインである。声の担当は、俳優・アニメーション作家としても著名なワシーリー・リヴァーノフ。
シャパクリャク（Шапокляк、Shapoklyak）
声 - 鈴木れい子 / DVD版：京田尚子
謎のいじわるおばあさん。「良いことをしても、有名になれない」と考えているため、周りの人間の嫌がることをして喜ぶ。鞄の中にペットのネズミのラリースカを忍ばせており、人にけしかけて驚かせる。若いころ、アメリカでスパイ活動をしていたらしい。現在は、「バットマンの自動車のタイヤをパンクさせ、バッグス・バニーのにんじんに農薬をかけてだめにし、ミッキーマウスのしっぽに空き缶をゆわえつけた」という容疑でFBIから手配されているため、アメリカには入国できない。
名前はフランス語で「オペラハット」を指す chapeau claque が由来。

### サブキャラクター
ラリースカ
　シャパクリャクに飼われているかしこいクマねずみ。いつもシャパクリャクのバッグに入っていて、「いたずら」の手伝いをしている。
ガーリャ
　こども劇場で働いている小柄でまじめな女の子。きれい好きでしっかり者。やさしい性格で、チェブラーシカの面倒をよくみてくれる。
レフ・チャンドル
　年齢不詳のライオン。性格はおとなしくて寂しがり屋。非常におっとりしており、話し方もゆったりしている。トービクと友達。
トービク
　新しい子犬を飼うという理由で捨てられてしまった犬。ガーリャが見つけ、ゲーナの家でレフ・チャンドルと出会いともだちになった。
アニュータ
　物静かなキリンのレディ。自分が話すと皆上を向くのでよく穴に落ちてしまい、なかなか友達ができない。
マリーヤ・フランツェブナ
　サルの女の子。物知りの調教師といっしょにサーカスに出演している。とっても心配性で、大事なものを口いっぱいに入れて歩く癖がある。
ネコ
　体は小さいが、声だけはとても大きい。いろんなものに興味を持ち、乗っかって遊ぶ。名前は、まだない 。

## 絵本
当初は絵本に登場した。そのときのチェブラーシカは、タヌキのような姿で描かれていた（英語版wikipedia内の画像を参照）。ただし、絵本時代の「タヌキのような」チェブラーシカについては、あまり知られていない。
絵本が出たのは 1966年だが、その後、1969年にアニメ版が出た。これは以前の「タヌキのような」チェブラーシカとは異なり、今日ひろくチェブラーシカとして知られているものとなった。
その後、1970年代になって日本でも日本語版のチェブラーシカの絵本が公刊された。これは、ソ連版アニメとは関係なく原作絵本から翻訳されたものなので、チェブラーシカは原作絵本の挿画と同様に、タヌキのような姿で描かれている。
さらにその後、アニメ版のチェブラーシカが世界各国で人気を博した。今日知られているチェブラーシカは、このアニメ版の方である。

## 人形アニメ
現在までにロマン・カチャーノフ監督によって4本の短編が制作されている。「チェブラーシカと怪盗おばあさん」の列車シーンはユーリ・ノルシュテインが担当しており、監督がその完璧主義な仕事を賞賛している。
※2010年に公開された人形アニメについては#2010年版人形アニメを参照。
『こんにちはチェブラーシカ』（原題：Крокодил Гена、Krokodil Gena、Gena the Crocodile、クロコディル・ゲーナ、わにのゲーナ、1969年）
ある日果物屋のおじさんがオレンジの箱をあけると、そこには見たこともないような動物が眠っていた。何度起こしてもぱったり倒れてしまうその正体不明の動物を、おじさんは「チェブラーシカ」と名づける。一人ぼっちで寂しい毎日を過ごすようになるチェブラーシカは、わにのゲーナが書いた友達募集のポスターを見てゲーナと友達になる。
『ピオネールに入りたい』（原題：Чебурашка、Cheburashka、チェブラーシカ、1971年）
ゲーナに誕生日プレゼントを届けにきたチェブラーシカ。プレゼントのおもちゃのヘリコプターで遠くへ飛ばされてしまったチェブラーシカの前には、ピオネールが。ピオネールに憧れたチェブラーシカとゲーナはピオネールに入るために、子供たちのための遊び場を造ったり鉄くずをとりにゆく。
『チェブラーシカと怪盗おばあさん』（原題：Шапокляк、Shapoklyak、シャパクリャク、1974年）
ゲーナとチェブラーシカはモスクワ発ヤルタ行きの区間急行で旅に出るが、シャパクリャクばあさんに切符と財布を取られてしまう。汽車を降ろされた二人は、仕方なく歩いて家へ帰ろうとするが…。
『チェブラーシカ学校へ行く』（原題：Чебурашка идёт в школу、Cheburashka idyot v shkolu、Cheburashka Goes to School、1983年）
ゲーナから手紙をもらったものの字が読めないチェブラーシカ。ゲーナにすすめられ小学校へ行くことになる。

## ロシアでの人気・評価
それまで旧ソ連ではスターリンの指示によりディズニーのようなアニメを作ることが求められていたが、スターリンの死後、ロマン・カチャーノフのような有能なアニメ作家が出てきた。彼は児童向け作品であるチェブラーシカをアニメーション化するなど、ロシアアニメ界に貢献し高い評価を得ている。1960年代以降にアニメーション・シリーズが公開されたのち、チェブラーシカはソ連で非常に親しまれるキャラクターとなった。
この作品は、旧ソ連の体制を批判するために描かれたとされ、詳細が分からないまま行列に並ぶといった当時の物資不足を皮肉るシーンや役人の悪態など社会主義の矛盾や皮肉を絵本や人形アニメを通して描いている。また同時に共同・連帯意識の重要性を作品内でも説いている。なお、絵本作品にしたのは、役人などから厳しい検閲を受けた際、「架空の作品である」と言い逃れるためであった。
チェブラーシカとわにのゲーナはロシアのジョーク（アネクドート）に登場する定番のキャラクターともなっている。 また、STOL 輸送機アントノフAn-72・An-74は、翼の上にエンジンがあって正面から見るとチェブラーシカの顔に似て見えるため、チェブラーシカの愛称で呼ばれている。さらに、チェブラーシカの名前は、スポーツカー、電気機関車、レモネードから、測地学における測地法の一種にまで様々に用いられている。
チェブラーシカは2004年のアテネオリンピック以降ロシア選手団の公式キャラクターになっているため、表彰台などでロシア選手がチェブラーシカのぬいぐるみを持つ場面が度々見られた。 また、2006年のトリノ冬季オリンピックでは白いチェブラーシカのぬいぐるみが登場し日本でも話題となった。 その後、マスコットは大会ごとに色を変え、2008年の北京オリンピックでは赤いチェブラーシカ、2010年のバンクーバー冬季オリンピックでは青いチェブラーシカが登場した。しかし2012年のロンドンオリンピックでは個人所有のもの以外では登場しないという。理由は諸説あり、「バンクーバーオリンピックで組織委員会から『大会の公式マスコットではない』とクレームを受けた」「ロシア政府がソチ冬季オリンピックの公式マスコットをPRしたい為」と推測されている。

## 日本での展開略史
日本では1970年代当初から上映され、その後も各地でソ連映画特集の一本として上映されていた。2001年、チェブラーシカの愛らしさが人気を集め7万人が映画館へ詰め掛けるという現象が起きた。この際の配給は、クロックワークスなど数社で行った。実現するまでや後も版権争いなどのトラブルが多かった（詳細は「#権利に関する略史」を参照のこと）。
2005年、愛知万博のロシア館で、映画に使われた人形が展示された。2006年よりテレビ東京ブロードバンドとフロンティアワークスによるチェブラーシカ・プロジェクトが版権を取得し、ジブリ美術館配給による劇場公開やDVDの販売、日本でのアニメの製作を行っている。
2010年、ドキュメントバラエティTV番組「ワケありバンジー」の番組ロゴにゲーナが登場。
同年12月、完全新作の人形アニメ映画が完成・公開。詳細は#2010年版人形アニメを参照。
2011年からは横浜ゴムがスタッドレスタイヤの広告用キャラクターとして起用。
2020年4月24日、ロシア国営アニメ制作会社ソユーズムリトフィルムは「現時点では契約有効期間や条件について双方の間に深刻な相違がある」と主張し、日本の企業が保有する版権を取り戻したいとの意向を明らかにした。
2021年11月と12月、日本側のチェブラーシカは公式サイトとTwitterを同年12月31日付で終了することを発表した。

## テレビアニメ
『チェブラーシカ あれれ?』のタイトルで、テレビ東京系の「のりスタ100%」番組内で放送された（2009年10月7日～2010年3月31日）。全26話。

### キャスト
- チェブラーシカ - 大橋のぞみ
- ゲーナ - 土田大
- シャパクリャク - チョー
- レフチャンドル - 松本大
- アニュータ - 水落幸子
- ガーリャ - 矢作紗友里
- ラリースカ - ジェーニャ
- 配達員 - 古宮吾一
- こども - 清水涼子

### スタッフ
- 監督 - 工藤進
- シリーズ構成 - 島田満
- アニメーションキャラクターデザイン - 岸田隆宏
- 色彩設定・撮影 - 海鋒重信
- 編集 - 肥田文
- 監修 - 中村誠
- アニメーション制作 - GoHands
- 音響監督 - 高橋秀雄
- 音楽 - 瓜田幸治
- エンディングテーマ - 田丸智也

### サブタイトルと放送日[8]
1. はじめてのともだち　　　　　　2009年10月7日放送
2. ぼくはだあれ？　　　　　　　　2009年10月14日放送
3. いたずらシャパクリャク　　　　2009年10月21日放送
4. レフ チャンドルのしゃっくり 　  2009年10月28日放送
5. お星様のひみつ　　　　　　　　2009年11月4日放送
6. チェブラーシカのお買い物　　　2009年11月11日放送
7. ドーナツ大好き！　　　　　　　2009年11月18日放送
8. チェブラーシカとお話の本　　　2009年11月25日放送
9. ガーリャのおとしもの　　　　　2009年12月2日放送
10. もしもしチェブラーシカ　　　　2009年12月9日放送
11. 眠れないゲーナ　　　　　　　　2009年12月16日放送
12. シャパクリャクの占い　　　　　2009年12月23日放送
13. 雲をながめた日　　　　　　　　2010年1月6日放送
14. なぞなぞであそぼう！　　　　　2010年1月13日放送
15. ゲーナの日記　　　　　　　　　2010年1月20日放送
16. 本は楽しい？　　　　　　　　　2010年1月27日放送
17. まだかな？ゲーナ　　　　　　　2010年2月3日放送
18. なにがつれるかな？　　　　　　2010年2月10日放送
19. 大好き！チェブラーシカ　　　　2010年2月17日放送
20. おさいふはどこ？　　　　　　　2010年2月24日放送
21. チェブラーシカのいない日　　　2010年3月3日放送
22. まほうのマフラー　　　　　　　2010年3月10日放送
23. おともだち新聞　　　　　　　　2010年3月17日放送
24. レフ チャンドルの虫歯　　 　　 2010年3月24日放送
25. チェブラーシカのお誕生日　　　2010年3月31日放送
26. さよならチェブラーシカ　　　　2010年3月31日放送

## 2010年版人形アニメ
公開2010年12月18日「くまのがっこうジャッキーとケイティ」「映画くまのがっこうパティシエジャッキーとおひさまのスイーツ」「映画がんばれルルロロ TiNY TWIN BEARS」との併映。全国ロードショー開始。
日本での好評をうけて製作された本作は、ロシア版人形アニメ（以下、“ 旧映画版 "）『こんにちはチェブラーシカ』（わにのゲーナ） のリメイク版と完全新作版『チェブラーシカとサーカス』・『シャバクリャクの相談所』2話を併わせた、合計3つのエピソードで構成されている。
2004年から権利問題（後述）クリアなどの下準備的製作を行いつつ、2007年には実製作が本格始動。旧映画版と異なり主なスタッフは日本人になったが、旧映画版にも参加したユーリ・ノルシュテインの弟子的存在であるミハイル・アルダーシンとミハイル・トゥメーリャも参加している。また、本編のロケセット・撮影は韓国のアニメーションスタジオ・ファンゴ・エンタートイメントが担当。多国籍的な制作が行われている。
日本人スタッフが主要を占める事には当初ロシア側の反対もあったようだが、新作の一部がある程度完成した時点で試写を原作者のウスペンスキーと旧映画版スタッフを代表してレオニード・シュワルツマン（美術監督）、ノルシュテインらに鑑賞してもらい彼らの激賞をうけている。

### 声の出演
| 役名           | 日本語版   | ロシア語版                   |
| -------------- | ---------- | ---------------------------- |
| チェブラーシカ | 大橋のぞみ | ラリーサ・ブロフマン         |
| マーシャ       | 北乃きい   | オリガ・ズベーレワ           |
| ゲーナ         | 土田大     | ウラジミール・フェラポントフ |
| シャバクリャク | チョー     | ドミトリー・フィリモーノフ   |
| 奇術師         | 藤村俊二   | アレクサンドル・パジャーロフ |

その他の声の出演: 森川智之、藤原啓治、矢作紗友里、小林由美子、古宮吾一、小林高鹿、市川国芳、松本大、日高里菜、水落幸子、小林愛、Jenya、芦田彩子、芝修一
※ロシア語版ゲーナ役であるフェラポントフは旧映画版においてゲーナの歌を担当していた。本作のアフレコ後に逝去、遺作となった。

### スタッフ
- 監督 - 中村誠
- 脚本 - 金月龍之介、島田満、中村誠、ミハイル・アルダーシン
- クリエイティブ・プロデューサー/美術監督 - ミハイル・アルダーシン
- 第2美術監督（キャラクター設定画像） - ミハイル・トゥメーリャ
- エグゼクティブプロデューサー - 及川武
- ジェネラルプロデューサー - 藤原博行
- 共同プロデューサー - 武内健
- 主題歌 - 木村カエラ『orange』（日本コロムビア）
- 制作協力 - ファンゴ・エンタートイメント
- 制作 - チェブラーシカ・ムービー・パートナーズ
- 配給 - 東宝

ほか

## 権利に関する略史
すでにソ連時代にロシア国内では無許可の数多くの商品が出回っていたチェブラーシカであるが、ソビエト連邦の崩壊後、さらに多くの権利問題を引き起こすことになった。
1992年、ソ連崩壊後の混乱の中で、映画の権利は他の旧ソ連のアニメーションとともにアメリカの配給会社 Films by Jove, Inc. に渡った。日本の配給元であったチェブラーシカ・ジャパンは版権をこのアメリカの会社から得たが、ロシアのクリエイターたちはこの契約にいっさい関与することができなかった。原作者のエドワルト・ウスペンスキーは、ロシアの様々な商品におけるチェブラーシカのキャラクターに対する著作権が自分に属すると主張。 版権入手の際、ウスペンスキーを介していなかったチェブラーシカ・ジャパンに対しても著作権侵害であるとの訴訟を起こす事になる。 一方、2004年にチェブラーシカがオリンピックのロシア選手団のマスコットに決定したときには、それがウスペンスキーの許可しか得ていないものであったため、アニメーションのキャラクターの作者であるレオニート・シュヴァルツマンを中心とする人々によって異論が唱えられた。実際、1965年のウスペンスキーの本にあったチェブラーシカの挿絵は現在我々の知るものとはまったく異なるものであり、現在のキャラクターはカチャーノフのもとでシュヴァルツマンが創作したものである。また1990年代にウスペンスキーは『チェブラーシカ』«Чебурашка»の名前の商標権も獲得したが、これはロシアの有名菓子メーカーとの論争に発展した。2006年に新たに版権を獲得したチェブラーシカ・プロジェクトは、交渉の末、旧ソ連地域以外での版権問題がすべてクリアになったとしている。